# شهرستان ولی (مونتانا)
شهرستان ولی، مونتانا (به انگلیسی: Valley County, Montana) یک سکونتگاه مسکونی در ایالات متحده آمریکا است که در ایالت مونتانا واقع شده‌است.

## خصوصیات
شهرستان ولی ۱۳٬۱۱۰٫۵۹ کیلومترمربع مساحت دارد.